# Международный аэропорт Бухарест Бэняса имени Ауреля Влайку

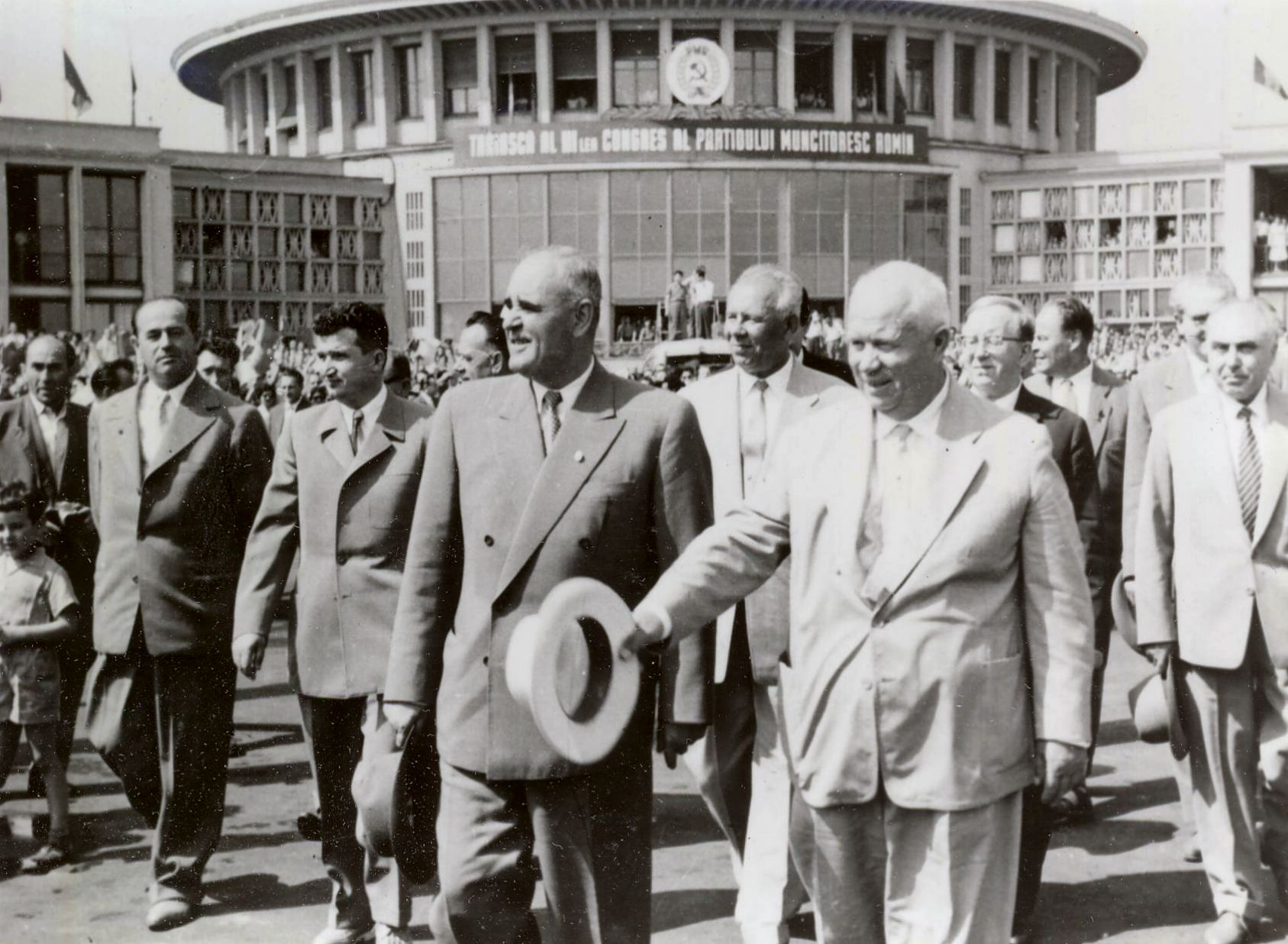
Георге Георгиу-Деж и Никита Сергеевич Хрущёв в аэропорту Бэняса в 1960 году

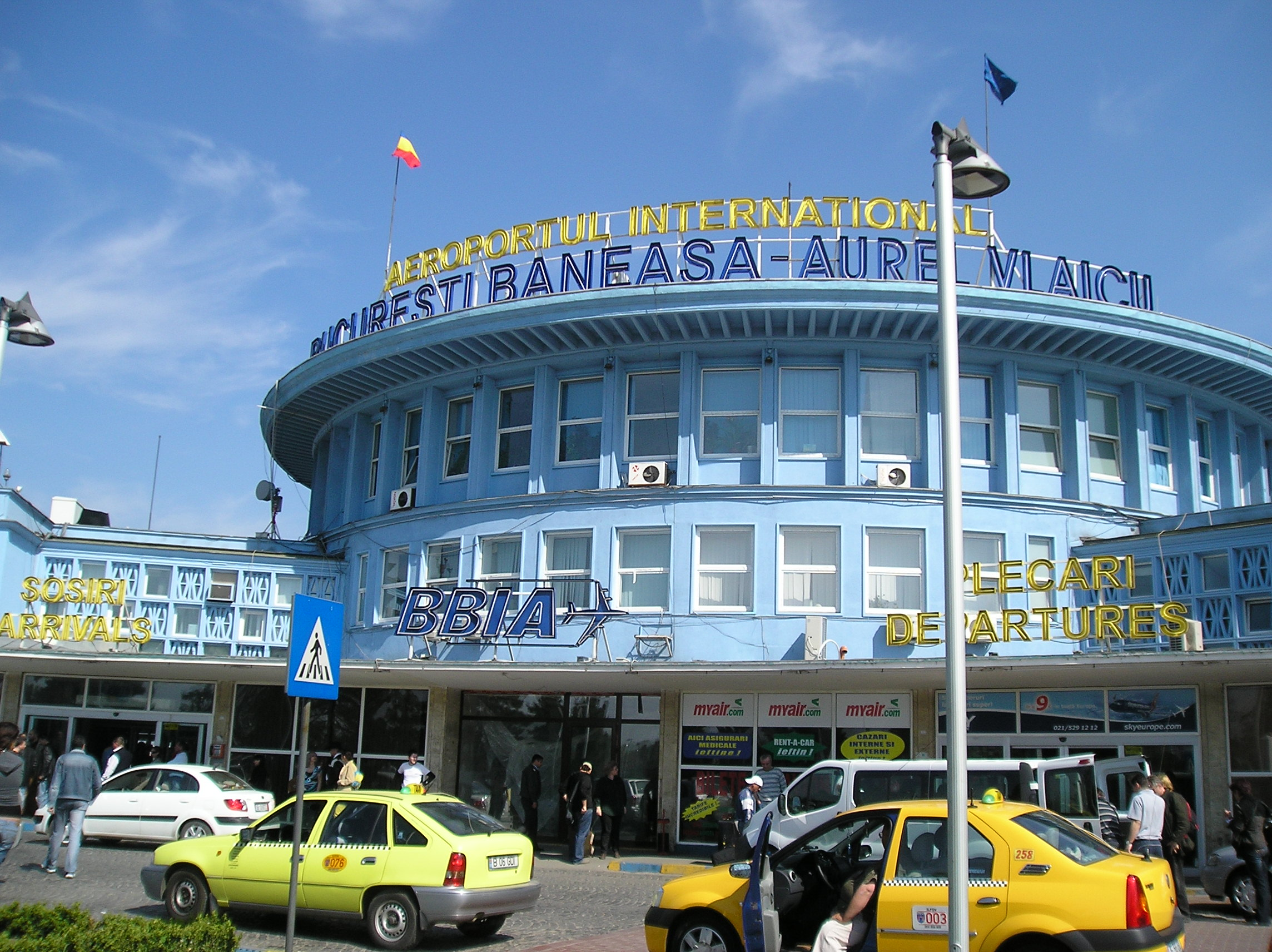
Терминал аэропорта

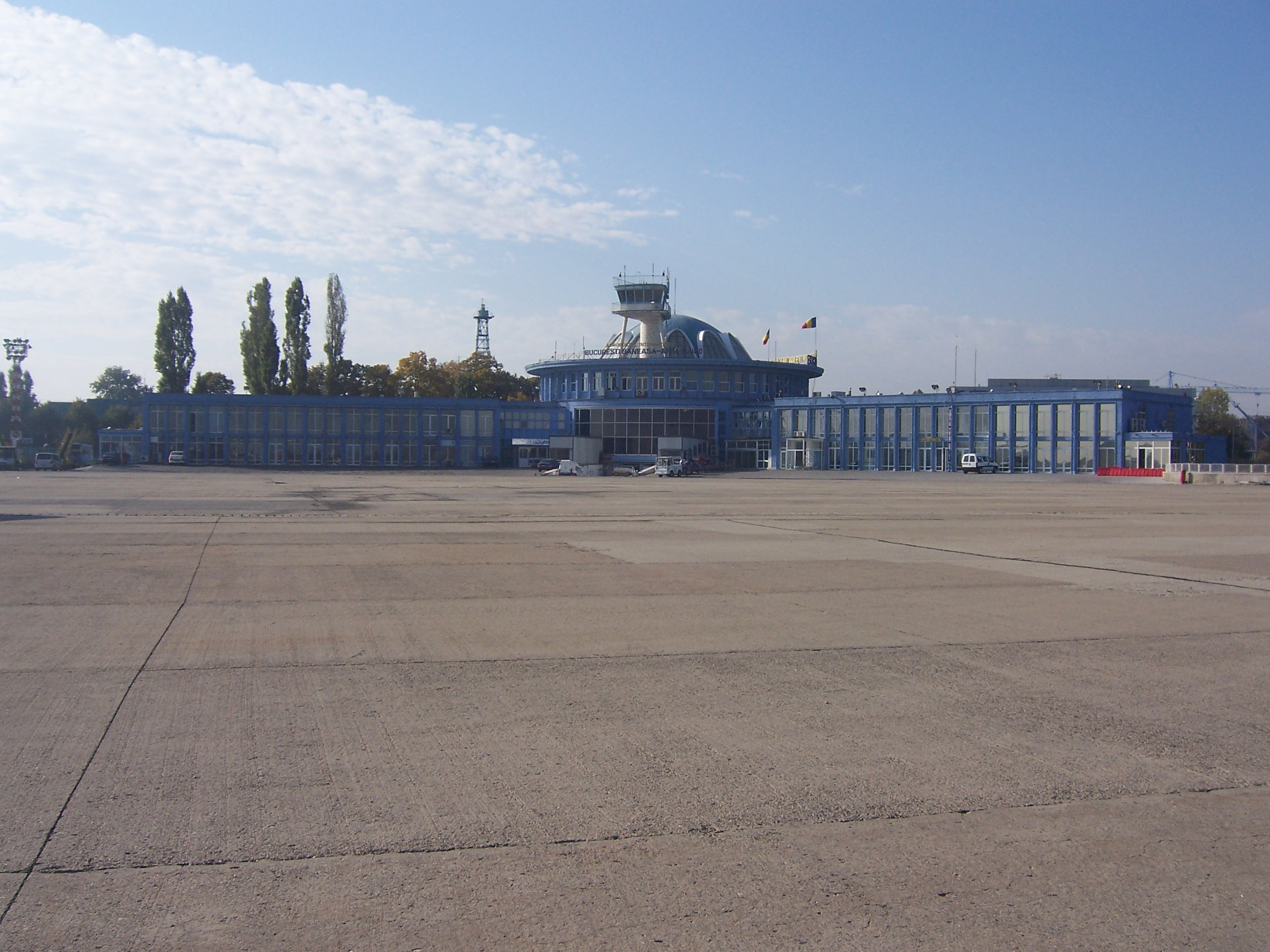
Вид на терминал со стороны ВПП

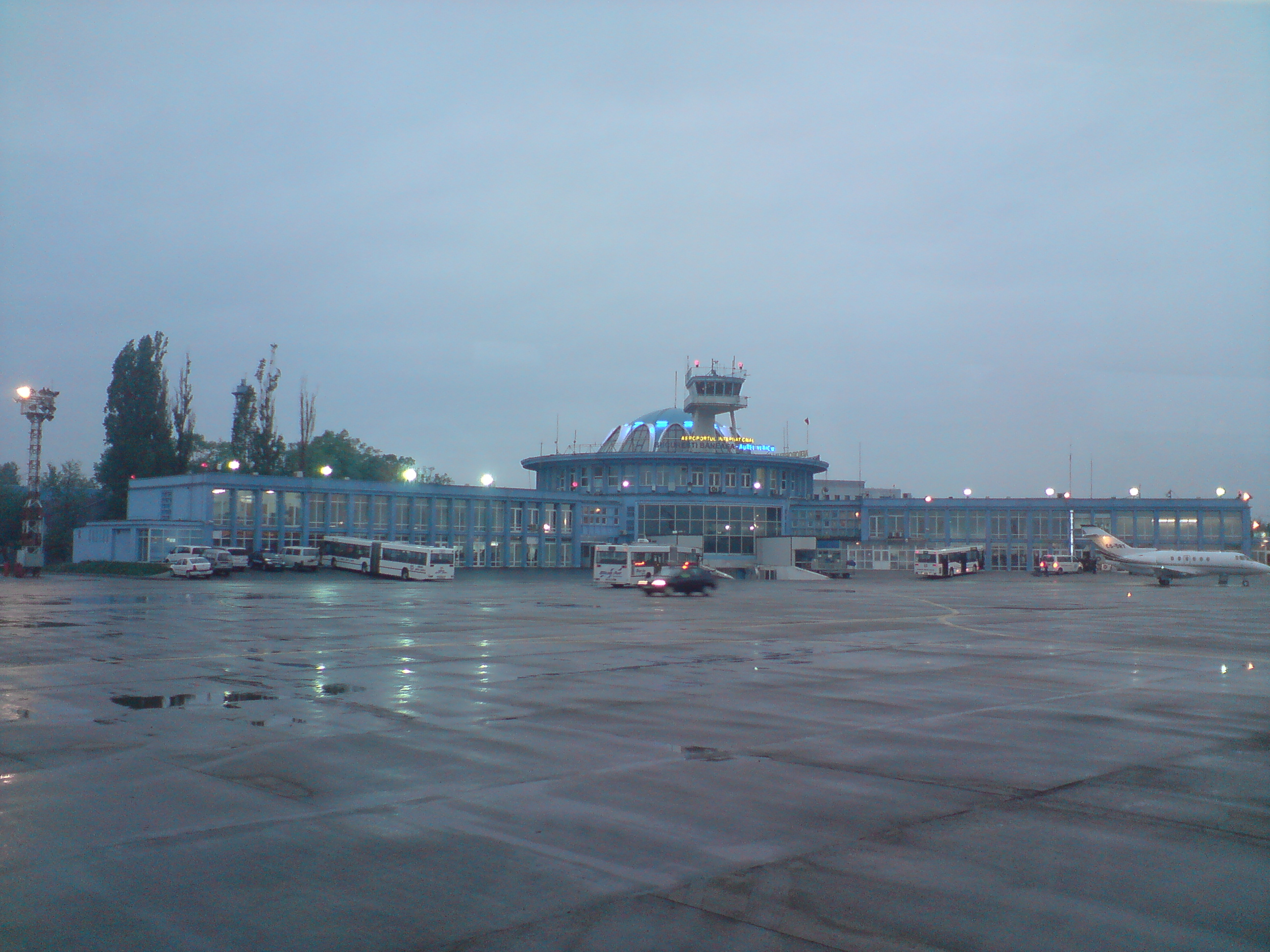
Вид на терминал со стороны ВПП в сумерках

Международный аэропорт Бухарест Бэняса имени Аурела Влайку рум. Aeroportul Internaţional Bucureşti Băneasa Aurel Vlaicu (ИАТА: BBU, ИКАО: LRBS) (ранее был известен как Аэропорт Бэняса или Городской аэропорт Бухареста) расположен в районе Бэняса в 8,5 км к северу от Бухареста, Румыния. Был единственным аэропортом Бухареста до 1968 года, когда был построен Аэропорт Отопени (сегодня Международный аэропорт имени Анри Коанды). На сегодняшний день это второй аэропорт Румынии по загруженности и база бухарестских бюджетных авиаперевозчиков, географически находясь ближе к центру города, чем крупнейший аэропорт Бухареста.

## История
Первые полёты в Бэняса состоялись в 1909 году, их осуществил французский пионер авиации Луи Блерио. В 1912 году на аэродроме Бэняса была открыта первая лётная школа в Румынии. Этот факт позволяет считать, что Бэняса является старейшим действующим аэропортом Восточной Европы и входит в пять старейших действующих аэропортов мира.
В 1920 году в аэропорту открылся офис первой авиакомпании Румынии и одной из старейших авиакомпаний мира, CFRNA (Франко-румынская компания воздухоплавания), предшественницы национальной авиакомпании Румынии TAROM. В 1923 году CFRNA построила инфраструктуру аэропорта Бэняса.
Современное здание терминала было построено в конце 1940-х годов и введено в эксплуатацию в 1952 году. На тот момент это была одна из архитектурных достопримечательностей Бухареста. Здание состоит из центральной части и трёх крыльев, которые напоминают трёхлопастной пропеллер самолёта.
В период социалистической Румынии (1947—1989) аэропорт Бэняса был внутренним транспортным узлом авиакомпании TAROM, в то время как аэропорт Отопени был международным. В начале 2000-х годов TAROM перевёл все свои рейсы в Отопени (позднее переименованный в Международный аэропорт имени Анри Коанды). На сегодняшний день аэропорт является базой для деловой авиации и бюджетных перевозчиков, в том числе главной базой Blue Air.

## Наземный транспорт
Аэропорт расположен в 8 км к северу от центра Бухареста, куда можно попасть на автобусах компании RATB (маршруты №131, №335 №783), трамвае №5 и такси. Планируется продолжить линию M4 метрополитена до аэропорта, которая соединит его с железнодорожным вокзалом и Международным аэропортом имени Анри Коанды.

## Статистика
Обслуживая всего 20-30 пассажиров ежемесячно в 2001-2002 годах, BBU увеличил пассажирооборот до 119 тыс. пассажиров в 2004 году и 2,118,150 пассажиров 2010.

### Бюджетные авиакомпании в аэропорту
Первой бюджетной авиакомпанией, которая стала обслуживаться в BBU, стала Blue Air в 2004 году. С января 2007 ряд других европейских дешевых авиакомпаний (Wizz Air, Germanwings) начали открывать рейсы из  BBU в другие европейские города. В связи с этим пассажирский трафик аэропорта удвоился в 2007 году по сравнению с 2006, и возник вопрос увеличения пропускной способности инфраструктуры аэропорта. Аэропорт был закрыт почти на два месяца летом 2007 года на модернизацию, были запланированы соответствующие мероприятия и на последующие годы.

### Инфраструктура
Здание аэропорта было построено в конце 1940-х годов и не был рассчитан на обслуживание 800 пассажиров в год и отправку рейсов каждые 25 минут. Таким образом мощности аэропорта не справляются с всё возрастающей нагрузкой. Здание аэропорта перестроить невозможно, так как оно, с одной стороны, является городской достопримечательностью, а с другой - недостаточно места для расширения аэропорта.

### Реконструкция
В 2007 году аэропорт был закрыт на реконструкцию с 10 мая по 19 августа. В этот период все рейсы были перенесены в Международный аэропорт имени Анри Коанды. Реконструкция затронула коммерческую зону, рестораны, VIP-зал и автостоянку на 300 мест. ВПП и системы освещения также были обновлены. Стоимость реконструкции составила 20 млн. евро. Проект нового терминала вылета является предметом обсуждения и ожидает утверждения властей. Существующий терминал вылета в этом случае будет использоваться как терминал прилёта, а пропускная способность аэропорта возрастёт до 3 млн. пассажиров в год.